# NGC 5168
NGC 5168 (другие обозначения — OCL 905, ESO 132-SC10) — рассеянное скопление в созвездии Центавр.
Этот объект входит в число перечисленных в оригинальной редакции «Нового общего каталога».